# 상계로
상계로(上溪路)는 서울특별시 노원구 상계동 중심부를 가로지는 도로로, 노원구청에서 시작하여 흥안운수 종점 사거리를 잇는 도로이다. 총 길이는 3.2Km이고, 지하철 4호선을 따라간다는 특징이 있다.

## 노선
- 노원구청 - 노원역 사거리 - 보람사거리 - 상계중앙시장 - 상계역 - 상계성당 사거리 - 신상계초등학교 - 불암산역 - 흥안운수 종점 사거리

## 연결 도로
이 도로의 시작점인 노원구청에서는 동부간선도로와 연결되며, 흥안운수 종점 사거리에서는 당고개길과 연결된다.